# Blumengarten Kroměříž

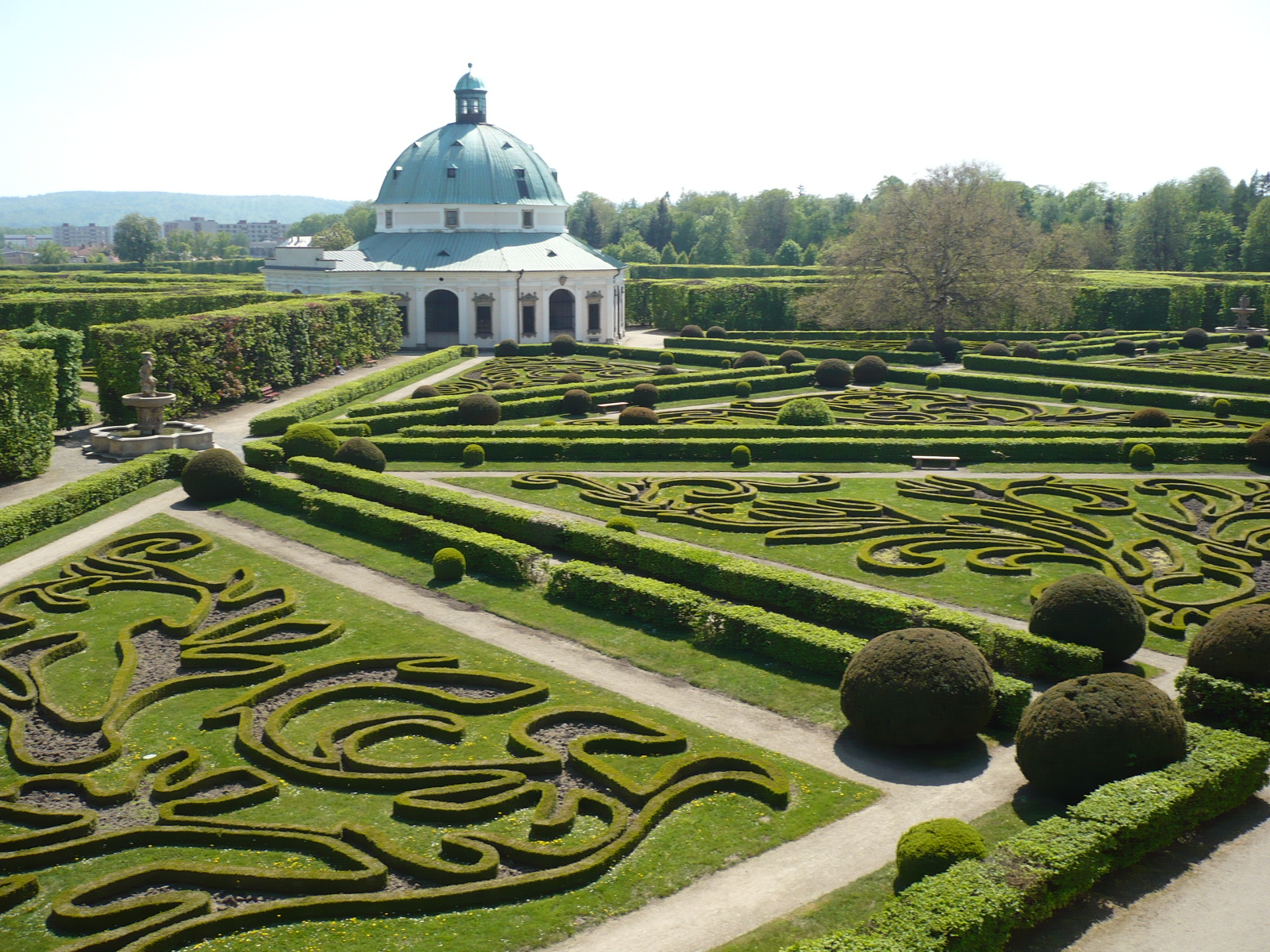
Blumengarten Kremsier

Der Blumengarten Kroměříž (tschech. Květná zahrada Kroměříž) ist der kleinere der beiden ehemals erzbischöflichen Gärten in der tschechischen Stadt  Kroměříž. Er befindet sich westlich der Altstadt und gehört zusammen mit dem  Schloss Kremsier (ehemals Erzbischöfliches Palais) und dem größeren Schlosspark Kroměříž  seit 1998 zum UNESCO-Weltkulturerbe.

## Geschichte
Der Blumengarten wurde beim Wiederaufbau der Stadt nach den Zerstörungen des Dreißigjährigen Krieges in den Jahren 1665 bis 1675 unter Bischof Karl II. von Liechtenstein-Kastelkorn (1664–1695) auf kargem und sumpfigem Boden hinter den Mauern der Stadt als Spätrenaissance-Garten angelegt (vergleiche Hortus Eystettensis in Eichstätt). Der ursprüngliche Name des Gartens war Libosad, heute ist er eine frühbarocke Parkanlage mit einer Fläche von 485 × 300 m, in der italienische und niederländische Einflüsse kombiniert wurden. Der Garten wurde von den italienischen Architekten Filiberto Lucchese und Giovanni Pietro Tencalla gestaltet.

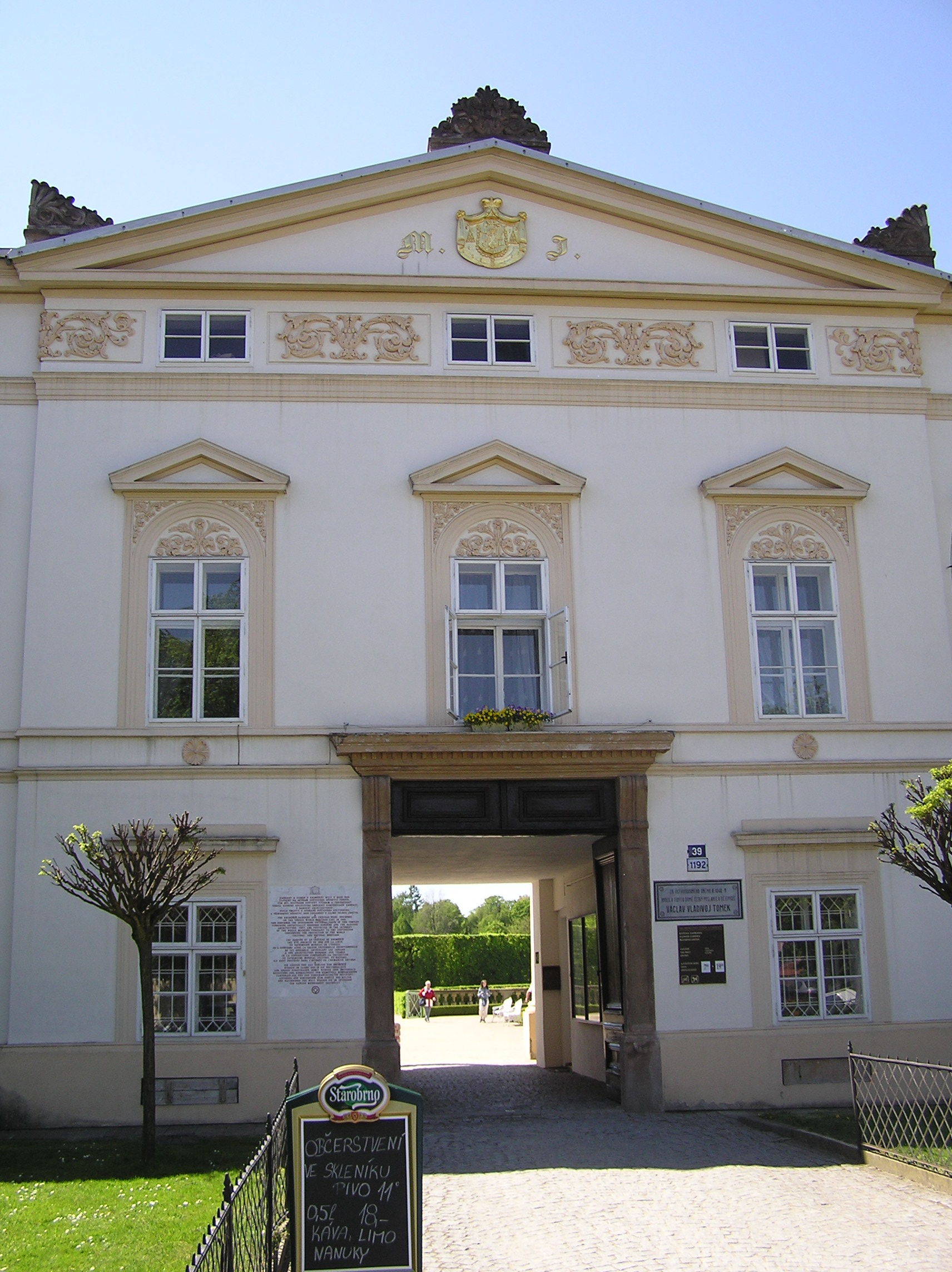
Eingangsbereich zum Garten

## Beschreibung

### Rotunde
In der Mitte des Gartens befindet sich eine achteckige Rotunde mit reichem Stuck- und Freskenschmuck. Im Inneren des Gebäudes sind reiche Stuckarbeiten der italienischen Meister Quirinus Castella und Carlo Borsy zu finden, die Fresken stammen von Giovanni Pietro Tencalla. Die Rotunde gilt als eine der wertvollsten Bauten der Gartengeschichte. 
In der Rotunde wurde ein Foucaultsches Pendel an einem Seil von 25 m Länge angebracht. Die Idee dazu hatte Ende des 19. Jahrhunderts der promovierte Gymnasiallehrer František Nábělek (1852–1915, nicht zu verwechseln mit dem Botaniker gleichen Namens). Der gesamte Garten ist symmetrisch gestaltet und eingezäunt. Er ist reich mit Statuen, Brunnen und Hecken in Dreiecksform versehen.

### Eingangshaus
Ein neuer Eingangsbereich mit Kasse, Ehrenhof und Gewächshäusern wurde in den Jahren 1840 bis 1845 im klassizistischen Stil erbaut. Der Hof wird von zwei Palmenhäusern und dem Eingangsgebäude flankiert und ist zum Garten hin geöffnet. Dort werden sehenswerte tropische und subtropische Pflanzen gezeigt. Das Eingangsportal weist ein dreieckiges Tympanon mit vergoldeten erzbischöflichem Wappen auf. 

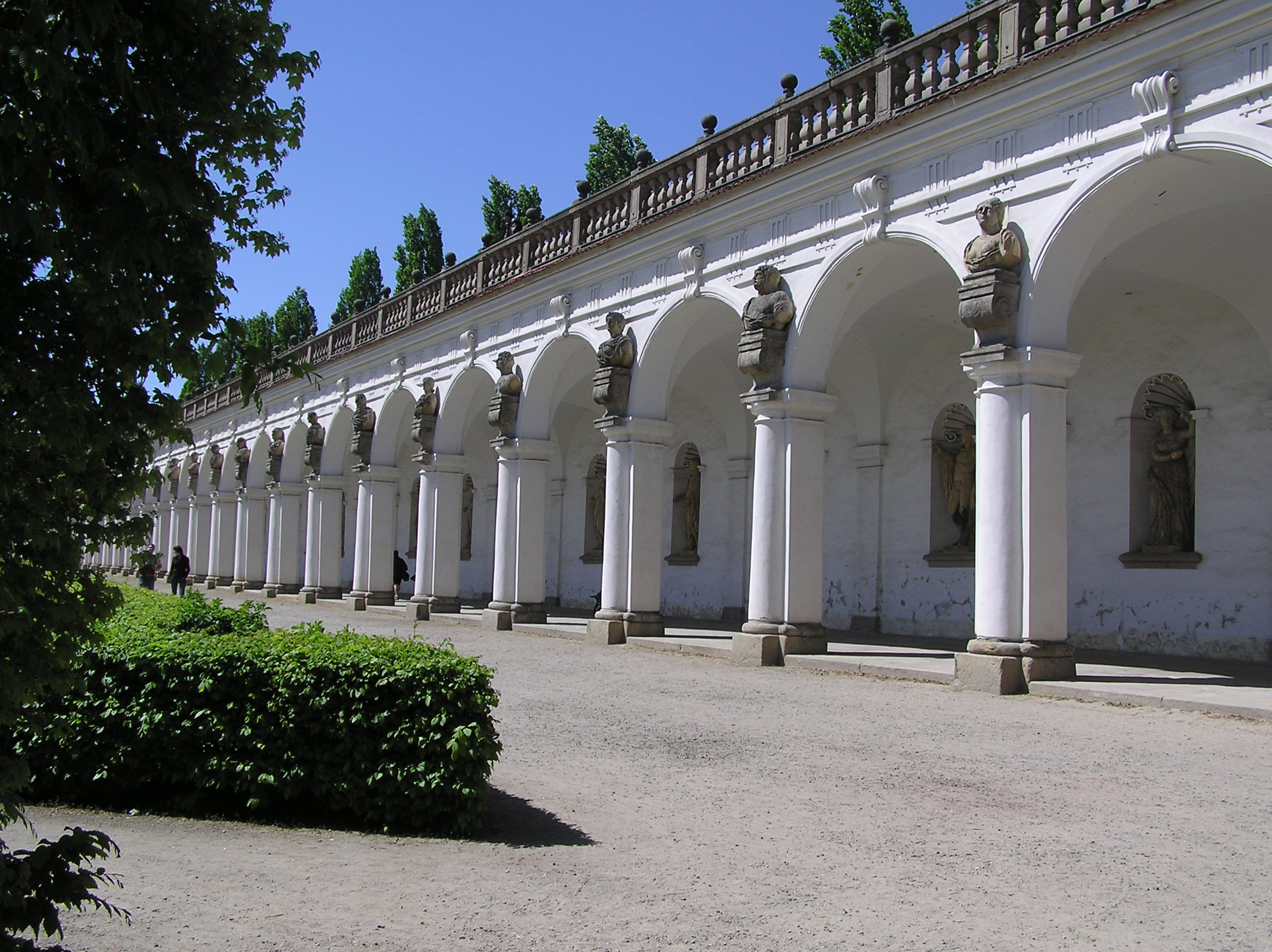
Kolonnade im Blumengarten Kremsier

### Kolonnaden
An einer Gartenseite befindet sich eine 244 m lange Kolonnade (Galerie von 46 offenen Arkaden), hier war ursprünglich der Haupteingang zum Garten. Die Galerie ist mit 44 Statuen antiker Gottheiten und mit Statuen und Büsten historischer und mystischer Persönlichkeiten geschmückt, z. B. Aktäon, Asklepios, Atalante, Erato, Euterpe, Marsyas, Melpomene, Minerva,  Niobe und Urania. Im Garten befinden sich auch der Löwen-Brunnen und der Triton-Brunnen sowie ein viereckiges und ein kreisförmiges Labyrinth.

### Rekonstruktion des Gartens
Der grundlegende Aufbau des Gartens wurde bei den verschiedenen Renovierungsarbeiten, die seit dem Beginn des 19. Jahrhunderts stattfanden, beibehalten. Der Garten in Kroměříž ist heute ein Barockgarten im französischen Stil, der in solch einem guten Zustand in Tschechien nur selten zu finden ist. Für die grundlegende Neugestaltung des Gartens, die in den 1990er Jahren begann, wurden aus dem europäischen Regionalfonds mehr als 300 Millionen Kronen zur Verfügung gestellt. Dadurch konnte der Garten in seiner ursprünglichen Form wiederhergestellt werden. Diese Arbeiten wurden im Jahr 2014 abgeschlossen. Es ist geplant, ein nationales Zentrum für Gartenkultur aufzubauen.